# كارل برير
كان كارل برير (8 نوفمبر 1883-21 ديسمبر 1970) مهندسًا أمريكيًا في مجال صناعة السيارات. كان أحد المهندسين الأساسيين الذين شكلوا شركة كرايسلر الحالية إلى جانب فريد إم. زيدر وأوين سكيلتون، وكان المهندس المصمم لسيارة كرايسلر إيرفلو.
التحق برير بجامعة ستانفورد وأصبح مهندسًا ميكانيكيًا. قدم مساهمات مادية لشركة السيارات السياحية، ومصنع أليس-تشالمرز، ومصنع ستودبيكر، وشركة دوروكارو. اخترع وصمم سيارات تعمل على البخار، وعمل في شركة توليدو للسيارات البخارية، وشركة سبالدينغ للسيارات، ونورثرن للسيارات، وشركة وايت موتور.

## منتصف العمر
أُلهِم برير عندما كان عمره 17 عامًا في عام 1900 لبناء سيارة تعمل بمحرك، إذ جاءه الإلهام عندما رأى عربة دوريا بدون أحصنة تسير باستخدام محرك في حيه. وثق برير في فيشر، وقررا بناء محرك بخاري للسيارة الجديدة، وذلك لأن تجربة برير في الحدادة أعطته بعض الفهم لما هو مطلوب. جرب برير محركًا بخاريًا ثنائي الأسطوانات مستخدمًا تصميمات مصنع ستانلي ستيمر من إحدى المجلات كدليل أولي، والذي رسم منه مخططات تفصيلية للأجزاء المكونة. أخذ الرسومات ونموذج هيكل المحرك المنحوت بالخشب إلى مسبك لصبّه. سأل برير عما إذا كان يمكنه محاولة استخدام منشآت المصنع عندما فشل المسبك في عدة محاولات لإجراء الصب، وصنع أسطوانة مقبولة في محاولته الأولى. 
صنع برير الأجزاء الإضافية اللازمة للمحرك البخاري، فكانت إحدى القطع، موقد بنزن، الذي يعمل بالبنزين لتسخين المرجل للبخار. تطلب ذلك حفر حوالي 3000 ثقب صغير في الحجرة الداخلية لأنابيب الهواء. صنع برير مكبس حفر عالي السرعة من نوع بيلتون يعمل على ضغط المياه من صنبور المياه الخارجي نظرًا لعدم وجود أداة حفر. ساعد ابتكاره هذا بحفر الثقوب في وقت قصير. جمّع برير قطع سيارته في عام 1901، مع بعض المساعدة في التنجيد، وتزيين وطلاء السيارة التي قدمها عمال النقل المستأجرين. كانت الرحلة الأولى لسيارة برير البخارية في سبتمبر عام 1901.
أُجريَت العديد من التحسينات على السيارة خلال العامين التاليين، فوُضِع خزان غاز احتياطي للمرجل، يمكّنه من الذهاب لصيد سمك السلمون المرقط مع شقيقه بيل في نهر سان غابرييل كانيون بالقرب من أزوسا في كاليفورنيا، على بعد حوالي 35 ميلًا على طرق ترابية وعرة، وهي رحلة غير ممكنة مع الحصان والعربة. سجل برير سيارته، كما طلبت لوس أنجلوس من جميع العربات التي ليس لها أحصنة، وحصل على رقم سيارة مميز، وهو 666. 
قيَّم برير سرعة سيارته البخارية من 25 إلى 35 ميلًا في الساعة أو ضعف سرعة الحصان. كانت سيارته البخارية أكثر كفاءة من الحصان في السفر لمسافات طويلة وصعود التلال. قرر المهندسون الإنجليز أن السيارات التي تعمل بالبخار كانت أقل فعالية من السيارات التي تعمل بالبنزين، وذلك في الوقت كانت سيارته البخارية أكثر فاعلية بهذه الطريقة، وخلصوا إلى أنهم لا يستطيعون التنافس مع سيارات تعمل بالغاز يقل تصنيفها عن 1000 حصان، وذلك بالإضافة إلى أن السيارة التي تعمل بالبنزين تُقلِع على الفور وبشكل أسرع من السيارة التي تعمل بالبخار. كانت السيارة التي تعمل بالغاز أكثر كفاءة بالأميال لكل غالون، ومركبة أكثر إحكامًا. دفعت هذه الأسباب بعض شركات السيارات التي تعمل بالبخار إلى التحول إلى السيارات التي تعمل بالبنزين.

## المهنة

### شركة السيارات السياحية
أراد برير وظيفة وخبرة، لذلك تقدم بطلب لشركة السيارات السياحية (شركة كبرى لتصنيع السيارات على الساحل الغربي للولايات المتحدة في ذلك الوقت)، التي كانت تقع آنذاك في نورث ماين وشارع ألاميدا في لوس أنجلوس. لم تكن لديه خبرة عمل سابقة ليقدمها لرئيس مرآب الخدمة، لكنه أظهر سيارته البخارية التي صنعها والتي قادها هناك. حصل بذلك على أول وظيفة هندسية رسمية خلال إجازاته الصيفية من المدرسة الثانوية لعرض وصيانة وتصميم السيارات التي تعمل بالبخار. وفر له ذلك فرص عمل أخرى مماثلة لدى شركات سيارات تعمل بالبخار في الساحل الشرقي مثل شركة توليدو للسيارات البخارية، وسبالدينغ، ونورثرن ووايت موتور. كان برير أيضًا مطورًا لأحدث محركات شركة دوروكار بالبخار ثنائي الأسطوانة والذي تميز بمميزات ميكانيكية متقدمة.
لم يكن لمدرسة لوس أنجلوس الثانوية التجارية التي التحق بها أي مكانة ائتمانية لمهندس ميكانيكي رسمي. قاد سيارته البخارية من لوس أنجلوس إلى باسادينا في عام 1904، وعرضها على معهد ثروب للفنون التطبيقية (سلف معهد كاليفورنيا للتكنولوجيا). سجلته المدرسة في فصل دراسي مدته عام واحد أكمله بائتمانات كاملة كمهندس ميكانيكي. تأهل بعد ذلك ليكون قادرًا على الالتحاق بجامعة ستانفورد في خريف عام 1905 لتعلم الهندسة الميكانيكية المتقدمة.

### أليس تشالمرز
تخرج برير من جامعة ستانفورد في عام 1909 بدرجة البكالوريوس في الآداب وأصبح مهندسًا ميكانيكيًا؛ وسرعان ما حصل على فرصة عمل من أليس-تشالمرز في ويست أليس بويسكونسن بالقرب من ميلووكي، وخضع في البداية لدورة التدريب المهني لمدة عامين. اختارت شركة أليس-تشالمرز خمسة وعشرين طالبًا من أفضل طلاب الهندسة الميكانيكية من أفضل جامعات الولايات المتحدة. كان فريدريك موريل زيدر من جامعة ميشيغان من ضمن هؤلاء الطلاب إلى جانب برير. أصبح برير وزيدر صديقين مقربين أثناء تدريبهما في أليس-تشالمرز.

### ستودبيكر
انتقل برير إلى كاليفورنيا في عام 1911 وعمل في شركة مورلاند موتور تراك. ساعد في تنظيم شركة أعمال السيارات الكهربائية المنزلية في عام 1914، ولكنه سرعان ما فقد الاهتمام وباع حصته في الملكية لشريكه. بنى لنفسه بعد ذلك مرآبًا تجريبيًا ومتجرًا في عام 1916. تلقى رسالة من صديقه فريد زيدر في نفس العام يسأل عما إذا كان مهتمًا بالانضمام إليه في ستودبيكر لتنظيم قسم أبحاث. كان زيدر آنذاك كبير المهندسين في ستودبيكر، وكان يعمل على تطوير قسم هندسي جديد لهم، ودعا أوين أر. سكيلتون إلى ستودبيكر، وجمع فريق زيدر-سكيلتون-برير الهندسي، الذي عُرِف باسم «الفرسان الثلاثة».
تمثلت مهمة زيدر بتطوير الهندسة التي حلت محل نماذج ستودبيكر القديمة. عمل المهندسون معًا بكفاءة وأنتجوا أحدث التقنيات الهندسية التي نتج عنها أرباح فورية لستودبيكر. ظهرت طرازات موسم الربيع من سيارة ستودبيكر «بيغ سيكس» بأجزاء مثل القابض الفريد، وتصميم مركز الجاذبية السفلي، ورؤوس الأسطوانات القابلة للفصل. كانت شركة ستودبيكر واثقة جدًا من التكنولوجيا الجديدة لدرجة أنهم توقفوا عن صنع عربات تجرها الخيول في عام 1919. 
بنى برير علاقة وثيقة مع فريد إم. زيدر ولاحقًا مع أوين أر. سكيلتون. اشتركوا جميعًا بخلفية هندسية، إذ تجسدت خبرة سكيلتون كمحلل تصميم هندسي تقني. كان لدى برير القدرة على حل المشكلات الهندسية التقنية الصعبة (خاصة في المحركات) باستخدام التكنولوجيا الحالية، وكان زيدر مديرًا وبائعًا ومهندسًا مؤهلًا، ولكن برير كان الأكبر عمرًا بين الثلاثة.

### كلية كرايسلر للهندسة
تضمن الفصل الأول من كلية كرايسلر للهندسة 16 خريج هندسة حاصلين على درجات في المجالات المهنية. اختيروا في سبتمبر عام 1931 من بين عدة مئات من المرشحين الذين يمثلون 15 جامعة. نُظِر في مؤهلاتهم الأكاديمية والشخصية التي لعبت دورًا في اختيارهم. لعب برير وزيدر دورًا أساسيًا في تسريع وتيرة الكلية، واستمدا الإلهام من انتهاءهما من دورة التلمذة المهنية لطلاب أليس-تشالمرز قبل سنوات. استند برير وزيدر في مناهجهما الدراسية إلى المدارس الصناعية الكبرى في الولايات المتحدة وطريقة كرايسلر للهندسة. قبلت الجامعات الرائدة اعتمادًا من هذه الكلية للحصول على درجات علمية متقدمة.